# Red Bull Cliff Diving World Series
Red Bull Cliff Diving World Series er en turnering i klippeudspring, som blev etableret i 2009 af Red Bull GmbH, der har haft deres energidrik af samme navn som navnesponsor for arrangementet siden.
Konkurrencerne finder sted fra spektakulære beliggenheder i det meste af verden. I 2016 bestod turneringen af ni konkurrencer, hvor blandt andet Operaen på Holmen i København lagde tag til deltagernes udspring ned i Københavns Havn.